# Rabén & Sjögren
Der schwedische Verlag Rabén & Sjögren wurde 1941 von Hans Rabén und Carl-Olof Sjögren gegründet und hatte den Schwerpunkt seines Programms bei Kinder- und Jugendbüchern. Seit 1998 ist er Teil der P.A. Norstedt och Söner Verlagsgruppe.
Große Erfolge erzielte Rabén & Sjögren insbesondere als Verleger der Kinderbücher von Astrid Lindgren. In den 1950er Jahren arbeitete die Autorin als Lektorin für Kinderbücher im Verlag. Sie traf dort 1953 die Illustratorin Ilon Wikland, mit der sie danach jahrzehntelang erfolgreich zusammenarbeitete.
Weitere Autoren des Verlages waren zum Beispiel Hans Peterson, Edith Unnerstad, Enid Blyton und Jostein Gaarder.